# Ajapnyak
Ajapnyak (Armeens: Աջափնյակ վարչական շրջան, Ajapnyak varčakan šrĵanis) een van de 12 administratieve districten van de Armeense hoofdstad Jerevan.

## Ligging
Het district is gelegen ten noordwesten van het stadscentrum en grenst aan de districten Arabkir in het oosten, Davtashen in het noorden, Kentron in het zuidoosten en Malatia-Sebastia in het zuiden. De rivier Hazdran vormt een natuurlijke grens van het district in het oosten. Het district grenst ook aan de provincies Armavir en Aragatsotn in het westen en de provincie Kotajk in het noorden.

## Overzicht
Met een oppervlakte van 25 km² (11,21% van het Jerevan-stadsgebied) is Ajapnyak qua oppervlakte het op drie na grootste district van Jerevan. Ajapnyak betekent letterlijk de rechteroever in het Armeens, wat verwijst naar de locatie van het district aan de rechteroever van de rivier Hrazdan. Het is officieus verdeeld in kleinere wijken, zoals de Ajapnyakwijk, Norashen, Nazarbekyan, Silikyan, Lukashin, Vahagni, Anastasavan en Cheremushki.Het Kevork Chavusplein en de Halabyanstraat vormen de kern van het district. Andere belangrijke straten van het district zijn de Kevork Chavushstraat, Shirazstraat, Bashinjaghyanstraat, Movses Silikyanstraat en de Ashtarak-snelweg. Ajapnyak is gescheiden van Kentorn en Malatia-Sebastia door de Leningradstraat.
In Ajapnyak werden veel parken tijdens het tweede decennium van de 21e eeuw aangelegd en gerenoveerd als belangrijke bestemming voor de inwoners van Jerevan, zoals het Tumanyanpark, het Buenos Airespark en het Bevrijdingspark.

## Cultuur
- Michael Mirzoyan-muziekschool
- Aavet Gabrielyan-kunstschool
- Maratuk Cultureel Centrum voor Etnografisch Lied en Dans (1983)
- Anahit Tsitsikyan-muziekschool (1987)

## Onderwijs
In 2016 waren er 20 publieke en vier private scholen in het district. De belangrijkste:
- QSI International School of Yerevan
- Haybusak-universiteit van Armenië (1990)
- Landbouwuniversiteit van Jerevan (1992)
- Wetenschappelijk onderzoekscentrum van Jerevan (1943)
- Militaire academie Monte Melkonian
- Tumo-centrum voor creatieve technologieën (2011)

## Economie
In het district bevinden zich over het algemeen kleinere bedrijven, met een klein industriegebied in het oosten van het district grenzend aan Malatia-Sebastia. De meeste van de fabrieken werden gebouwd in het eerste decennium van de 21e eeuw behalve de Proshyan-brandewijnfabriek die in 1885 opgericht werd en sinds 1980 op de huidige locatie actief is. In het district is ook het Medisch Centrum van de Armeense Republiek gehuisvest, het grootste hospitaal in Jerevan.

## Fotogalerij

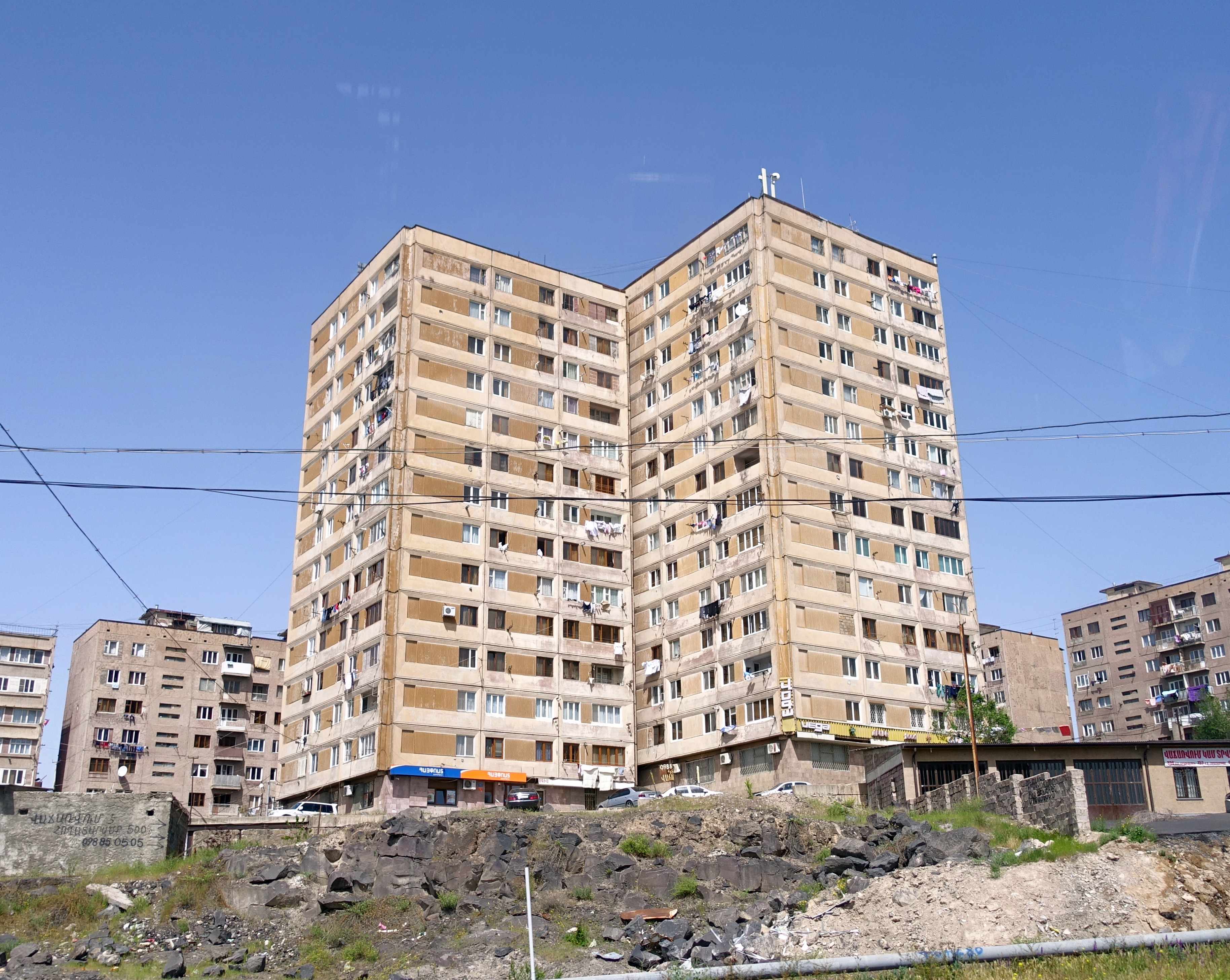
Flatgebouwen in Ajapnyak
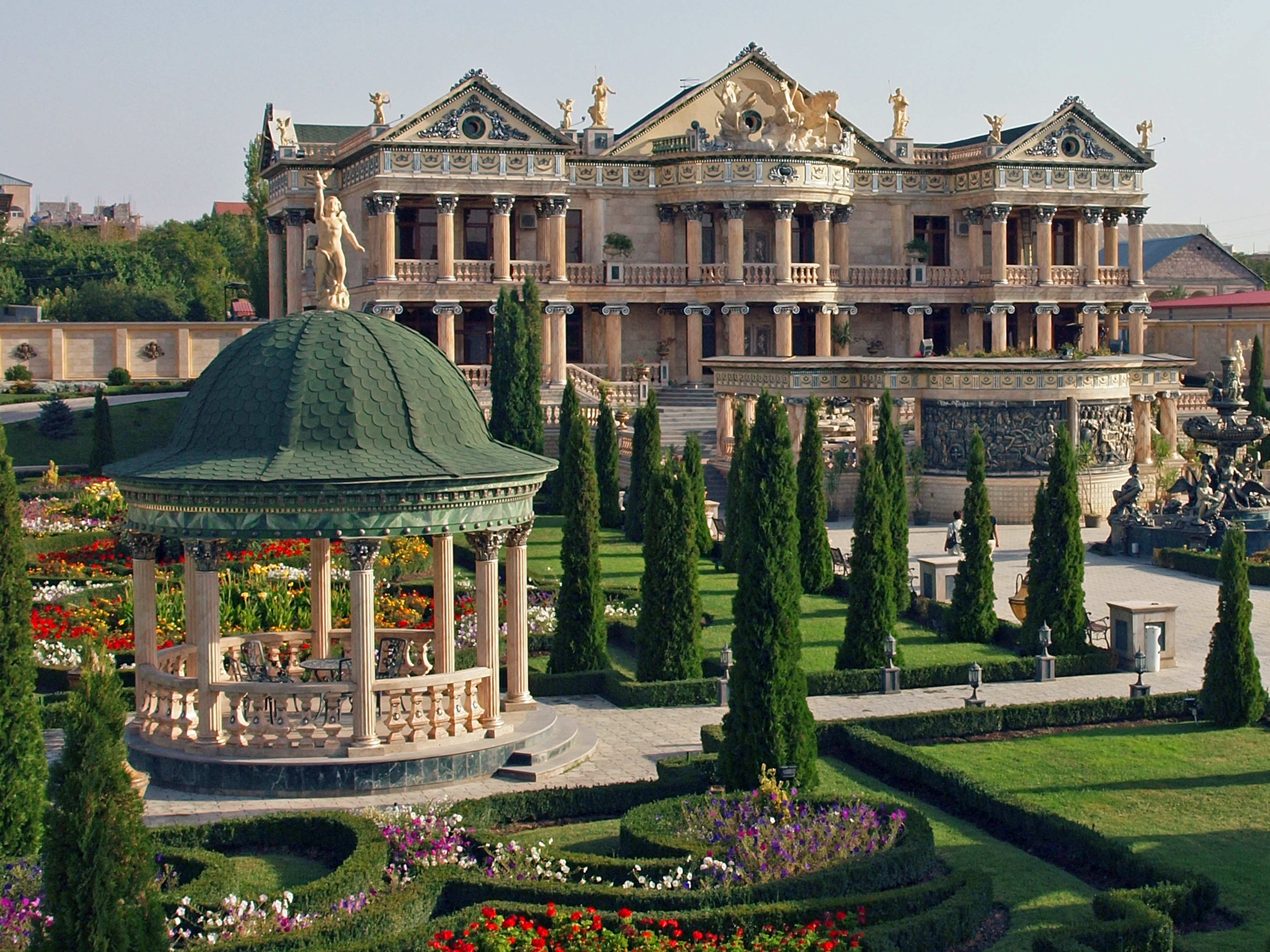
Nieuwe residentie in het district
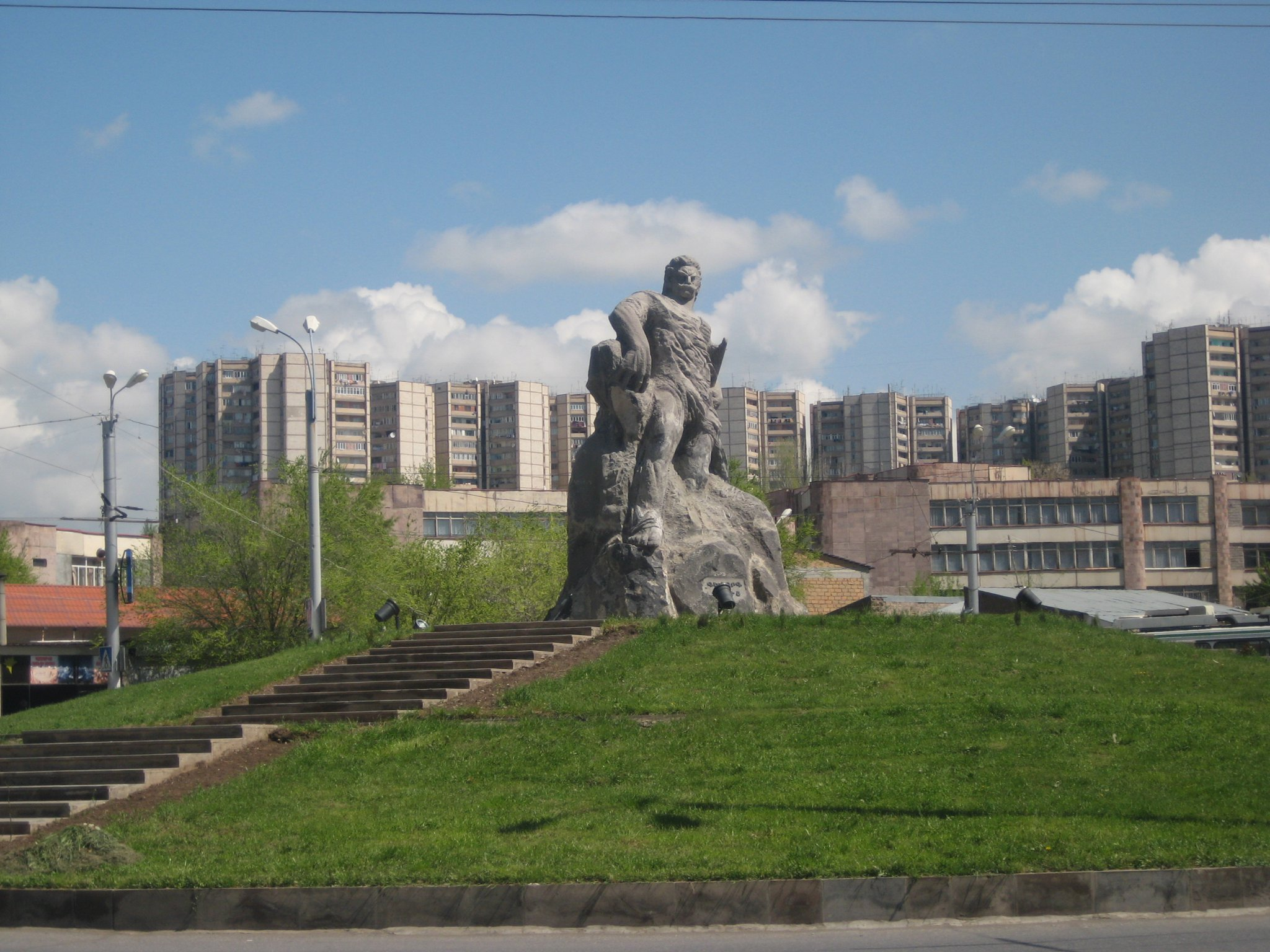
Standbeeld van Kevork Chavush
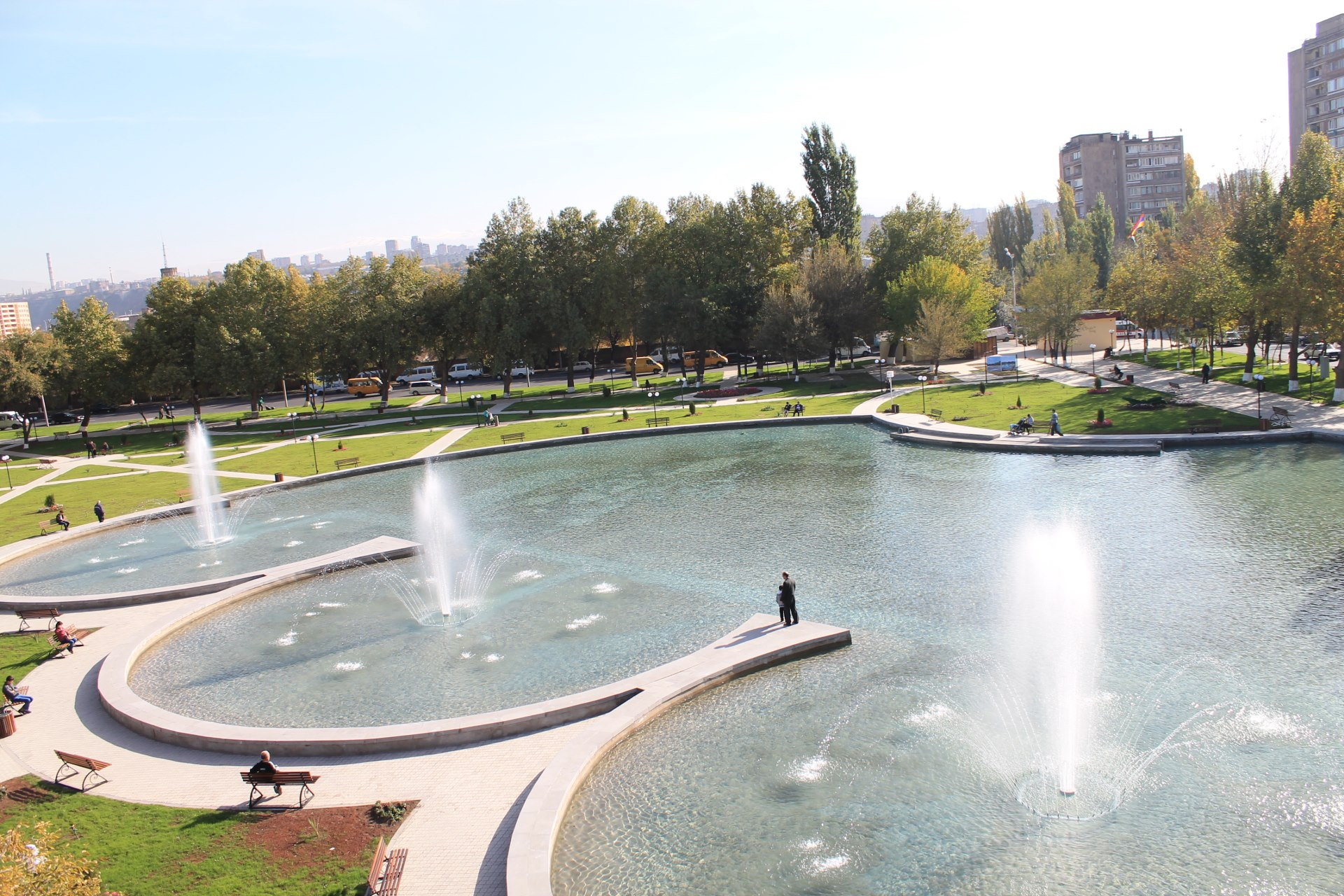
Buenos Airespark
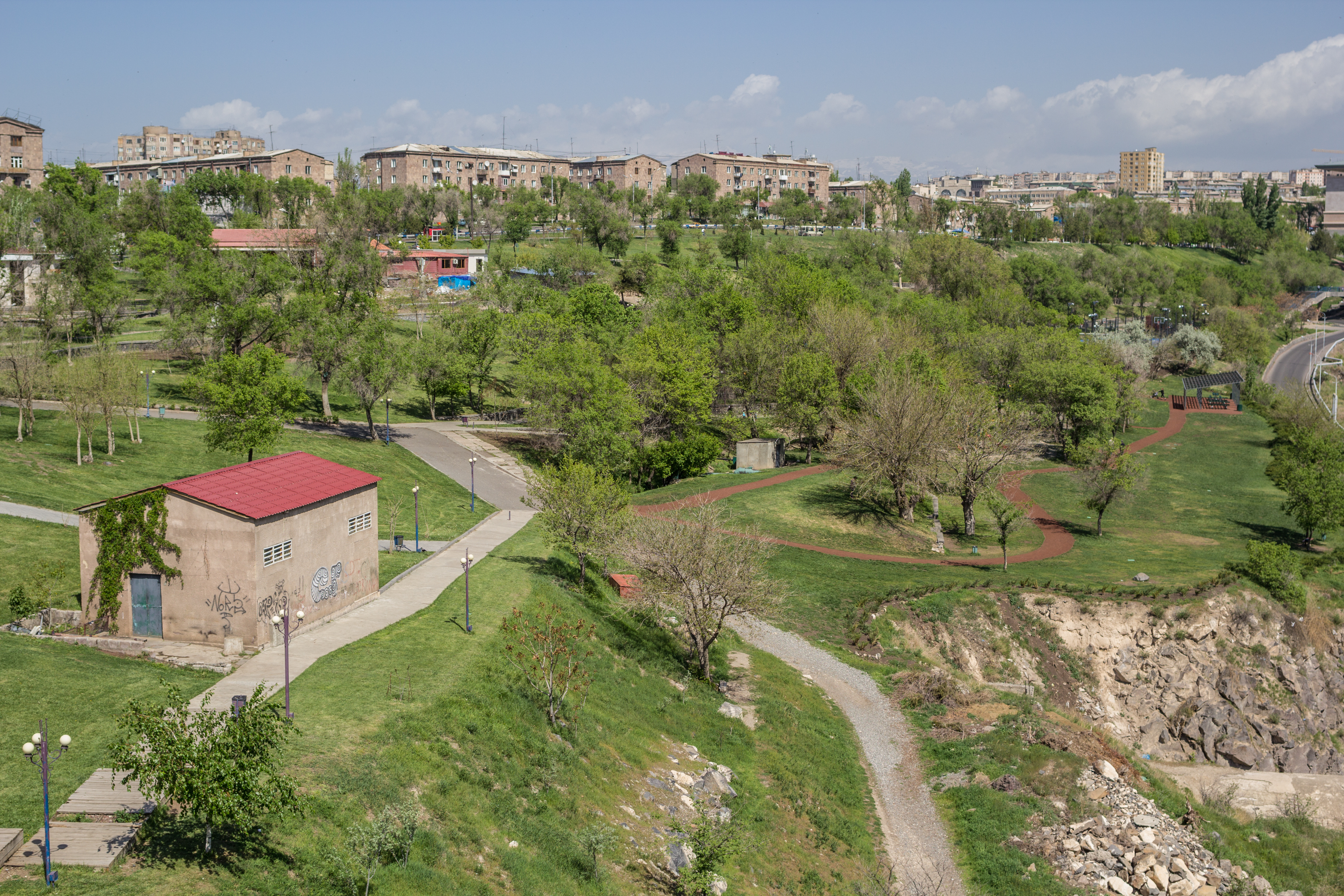
Tumanyanpark

Ajapnyak ·
Arabkir ·
Avan ·
Davtashen ·
Ereboeni ·
Kanaker-Zeytun ·
Kentron ·
Malatia-Sebastia ·
Nor-Nork ·
Nork-Marash ·
Nubarashen ·
Shengavit